# Édouard Thilges

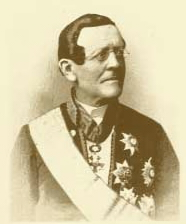
Politiker Édouard Thilges

Jules Georges Édouard Thilges (* 17. Februar 1817 in Klerf; † 9. Juli 1904 in Luxemburg) war ein luxemburgischer Politiker.
Von 1833 bis 1838 studierte Thilges Rechtswissenschaft in Brüssel und Lüttich. 1841 wurde er Anwalt am Gericht in Diekirch.
Von 1854 bis 1856 war er Generaldirektor (Minister) für Gemeindeangelegenheiten und von 1859 bis 1860 für Inneres in der Regierung Simons. Von 1867 bis 1870 war er nochmals Generaldirektor für Gemeindeangelegenheiten, diesmal unter der Regierung Servais.
Am 20. Februar 1885 wurde Thilges zum Staatsminister und Regierungspräsidenten ernannt, ein Amt, das er bis zum 22. September 1888 innehatte. Von 1888 bis 1895 war er Präsident des Staatsrats.
| Personendaten    | Personendaten                                       |
| ---------------- | --------------------------------------------------- |
| NAME             | Thilges, Édouard                                    |
| ALTERNATIVNAMEN  | Thilges, Jules Georges Édouard (vollständiger Name) |
| KURZBESCHREIBUNG | luxemburgischer Politiker                           |
| GEBURTSDATUM     | 17. Februar 1817                                    |
| GEBURTSORT       | Klerf                                               |
| STERBEDATUM      | 9. Juli 1904                                        |
| STERBEORT        | Luxemburg, Großherzogtum Luxemburg                  |